# Benny Green (pianista)
Benny Green (Nueva York, 4 de abril de 1963) es un pianista de jazz norteamericano.

## Historial
Hijo de un saxofonista con igual nombre, creció y estudió piano clásico en Berkeley (California). Aún adolescente, tocó con Eddie Henderson, y después se trasladó a Nueva York, donde se incorporó a la banda de Betty Carter (1983), liderando después su propio trío, grabando para Blue Note Records y Telarc. Entre 1985 y 1989 estuvo en los Jazz Messengers de Art Blakey, y después tocó con Ray Brown, Arnett Cobb y Freddie Hubbard, entre otros.

## Discografía

### Como líder
- Magic Beans (Sunnyside, 2013)
- Source (2011) - [Trío: Benny Green, Peter Washington, y Kenny Washington] (Jazz Legacy Productions)
- Bluebird - Benny Green & Russell Malone (2004) (Telarc)
- Jazz at the Bistro - Benny Green & Russell Malone (2003) (Telarc)
- Green's Blues (2001) (Telarc)
- Naturally - [Trío: Benny Green, Russell Malone, and Christian McBride] (2000) (Telarc)
- These Are Soulful Days - [Trío: Benny Green, Russell Malone, and Christian McBride (1999) (Blue Note)
- Oscar and Benny (1998) (Telarc)
- Kaleidoscope (1997) (Blue Note)
- Place to Be (1994) (Blue Note)
- Testifyin: Live at the Village Vanguard (1992) (Blue Note)
- That's Right! (1992) (Blue Note)
- Greens (1991) (Blue Note)
- Lineage (1990) (Blue Note)
- Prelude (1988) (Criss Cross)
- In This Direction (1988) (Criss Cross)

### Como sideman
Con Art Blakey
- Not Yet (Soul Note, 1988)
- I Get a Kick Out of Bu (Soul Note, 1988)

Con Otros
- Bobby Watson Inventor (1989)
- Jack Walrath I Am the Walrath (2000)
- Jack Walrath & The Masters Out of the Tradition (1990)
- Steve Turre Right There (1991)
- Lew Tabackin Quartet What a Little Moonlight Can Do (1994)
- Lew Tabackin Quartet Ill Be Seeing You (1992)
- Jim Snidero Quartet While You Were Here (1991)
- Jim Snidero Blue Afternoon (1989)
- Jim Snidero Quintet Mixed Bag (1987)
- Jimmy Ponder Steel City Soul (1998)
- Jimmy Ponder Soul Eyes (1991)
- Lisa Pollard I See Your Face Before Me (1993)
- John Pizzarelli Dear Mr. Cole (1994)
- Flip Phillips SwingIs the Thing! (2000)
- Oscar & Benny Oscar Peterson & Benny Green (1998)
- Oscar Peterson Tribute (1997)
- Houston Person Santa Baby
- Houston Person Little Houston on the Side (1999)
- Houston Person Christmas with Houston Person and... (1994)
- Houston Person Lion and His Pride (1991)
- Amani A. W. Murray Amani A. W. Murray (1990)
- Ralph Moore Complete Landmark Recordings (1999)
- Ralph Moore Who It is You Are (1993)
- Ralph Moore Furthermore (1990)
- Ralph Moore Images (1988)
- Ralph Moore Round Trip (1985)
- Mingus Dynasty Next Generation Performs Charles... (1991)
- Brian Lynch In Process (1991)
- Michael Logan Night Out (1990)
- Diana Krall All for You (1995)
- Kristin Korb Introducing Kristin Korb With the... (1996)
- Vince Jones One Day Spent (1991)
- Etta Jones My Gentleman Friend (1994)
- Etta Jones At Last (1993)
- Randy Johnston Walk On (1991)
- Jazz Futures Live in Concert (1991)
- Ron Jackson Guitar Thing (1991)
- Milt Jackson Burnin in the Woodhouse (1995)
- Freddie Hubbard God Bless the Child (1998)
- Freddie Hubbard Live at Fat Tuesday (1991)
- Freddie Hubbard Topsy: Standard Book (1989)
- Fred Horn Steady Freddy Collective Cuts (1995)
- Jay Hoggard Little Tiger (1990)
- Tim Hagans & Marcus... Hub Songs: The Music of Freddie... (1997)
- George Gershwin S' Wonderful (1992)
- Larry Gales Message from Monk (1990)
- Mark Elf Minor Scramble (1996)
- Dalida Annees Barclay (1997) Composer
- Arnett Cobb/Jimmy Heath... Tenor Tribute, Vol. 2 (1988)
- Arnett Cobb with Heath... Tenor Tribute, Vol. 1 (1988)
- Betty Carter Look What I Got (1988)
- Ray Brown Triple Play (1998)
- Ray Brown with John... Super Bass (1997)
- Ray Brown Live at Scullers Jazz Club (1996)
- Ray Brown Some of My Best Friends Are... (1995)
- Ray Brown Seven Steps to Heaven (1995)
- Ray Brown Some of My Best Friends Are... (1994)
- Ray Brown Trio With Benny... Dont Get Sassy (1994)
- Ray Brown Bass Face (1993)
- Cecil Brooks Our Mister Brooks (2000)
- Cecil Brooks Hangin' With Smooth (1990)
- Don Braden Wish List (1991)
- Don Braden Quintet Time Is Now (1991)
- Block 16 Morning Sun Remixed (2002)
- Bob Belden When the Doves Cry: The Music of Prince (1993)
- Bob Belden Ensemble Straight to My Heart: The Music of Sting (1989)
- Gary Bartz, Shadows (Timeless, 1991)
- Clark Terry One on One (2000)
- Ray Brown Trio Walk On (2003)
- Randy Napoleon Between Friends (2006)
- Belinda Underwood Greenspace (2008)
- Anat Cohen, Clarinetwork: Live at the Village Vanguard (2010)